# Виганд Марбургский
Виганд Марбургский (нем. Wigand von Marburg, лат. Wigandus Marburgensis; около 1365 — 1409) — немецкий хронист и герольд Тевтонского ордена. Автор «Новой Прусской хроники» (лат. Chronica nova Pruthenica), изначально написанной рифмованной прозой на средневерхненемецком языке (нем. Preussische Reimchronik), но полностью сохранившейся только в латинском переводе XV века.

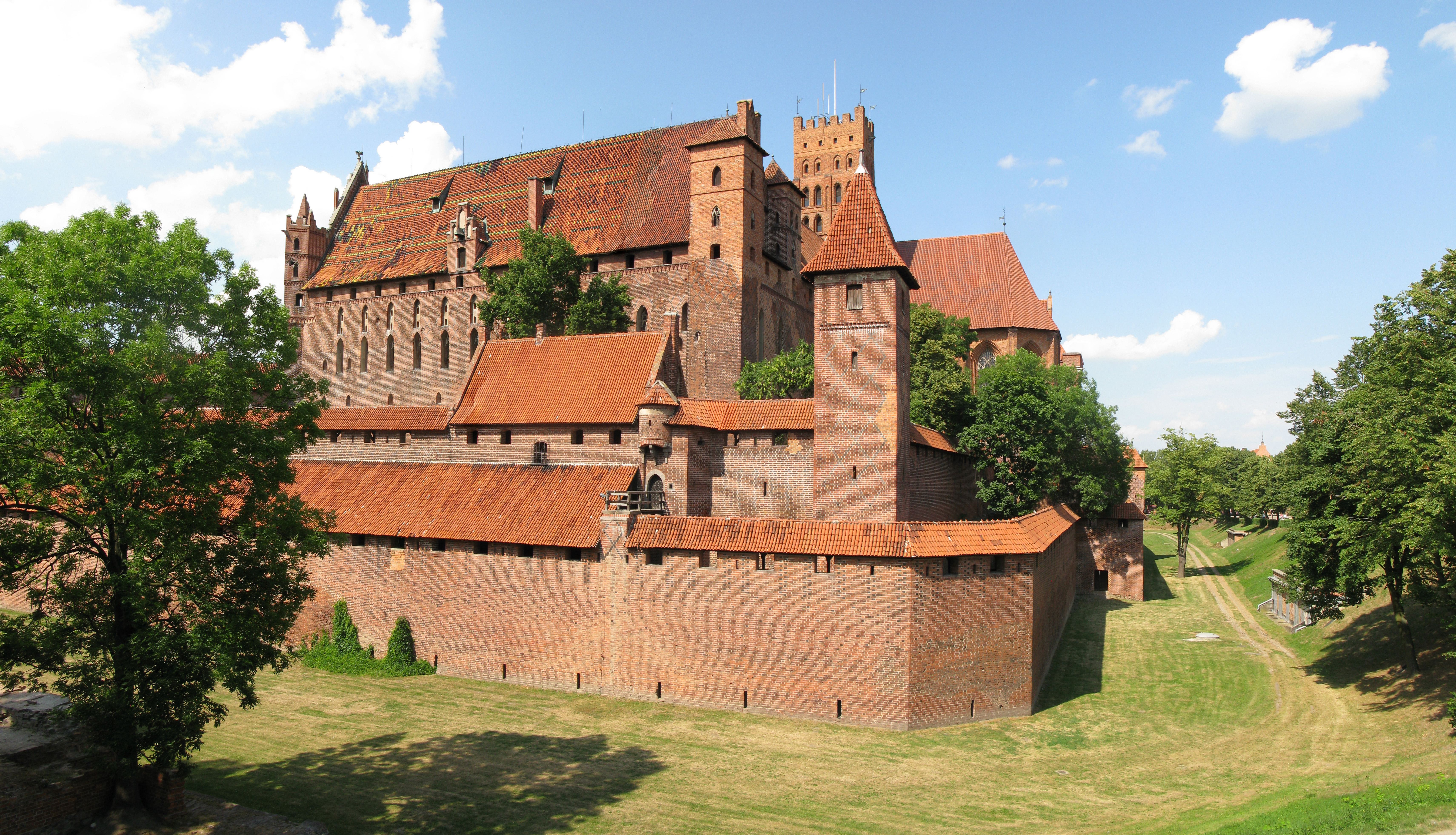
Орденский замок Мариенбург, XIV в.

## Жизнь и труды
Сведений о происхождении и образовании Виганда практически нет, не исключено, что он не имел даже рыцарского звания, не установлено также, в какой степени он владел латынью. Обозначение фон Марбург является не его фамилией, а позднейшим определением, впервые введённым в оборот прусским историком XVI века Каспаром Шютцем. Приставка «фон» в нём указывает не столько на возможное дворянское происхождение хрониста, сколько на вероятное место его рождения. Однако не установлено, был ли это Марбург в Гессене, или же одноимённый город в Штирии (совр. Марибор в Словении), или же столица Ордена Мариенбург.
В записи казначейской книги Ордена за 1409 год фигурирует герольд «Вигант фон Мартберг» (нем. Wygant von Martberg), получивший за свой труд две марки серебра. Существует также версия, что упоминание в главе XXVII самой хроники брата Виганда Марбургского (нем. Wyhandi de Marborg), в начале 1390-х годов погибшего в походе в Мендикскую землю, свидетельствует о том, что настоящего автора хроники не было уже в живых после 1394 года, и анонимный продолжатель внёс в неё его имя позже.
Хроника Виганда является одним из важнейших источников по истории Тевтонского ордена в Пруссии и Великого княжества Литовского, охватывающим период с 1293 (1311) по 1394 год. Однако, наряду с достоверными свидетельствами, в ней встречаются легендарные и мифологические сюжеты. Из примерно 17 000 стихов оригинала до наших дней дошли 542 (9 отрывков), однако её прозаический латинский перевод, выполненный в 1464 году настоятелем церкви Св. Иоанна в Торуни Конрадом Гесселеном по заказу польского историка Яна Длугоша и состоящий примерно из 25 000 стихов, сохранился почти полностью. Название «Новой Прусской» было присвоено сочинению Виганда последним, вероятно, по отношению к рифмованной хронике Николая фон Ерошина (нач. 1330-х гг.).
В качестве основных источников Виганд использовал «Старшую Оливскую хронику» (нем. Die Aeltere Chronik von Oliva), из которой заимствовал описание событий с 1310 по 1350 год, «Ливонскую хронику» Германа Вартберга, а также «Извлечения из прусских дел» Самбийского каноника (лат. Canonici Sambiensis epitome gestorum Prussie). Но большая часть её представляет собой уникальные сведения, основанные на подлинных документах, устных рассказах современников и личных впечатлениях автора. Как современник Виганд описал правление великих магистров Винриха фон Книпроде, Конрада Цёлльнера, а также Конрада фон Валленрода. Последний из перечисленных являлся вероятным заказчиком хроники.
Как источник хроника важна в первую очередь для изучения военной истории Ордена, в частности, принципов организации, построения и вооружения его войска. Значительный интерес представляют собой красочные описания «литовских рейзов» — военных экспедиций орденских отрядов в союзе с европейским рыцарством в Литовское княжество и на Русь, а также морских походов крестоносцев, основания ими крепостей, осад замков и устройства предназначенной для них техники. Рассказывается об ответных рейдах предков литовцев и белорусов на земли Ордена, восстаниях покорённых им леттов, ливов и эстов, в частности, крестьянской войне Юрьевой ночи (1343), а также языческих обычаях древней Литвы. К политической истории Ордена автор проявляет весьма сдержанный интерес, уделяя внимание лишь дипломатическим интригам, а также ярким чертам характера и памятным поступкам магистров. Видимо, это объясняется относительной стабильностью, установившейся в Орденском государстве на исходе XIV столетия. Заключая в себе также немаловажный материал относительно придворно-рыцарской культуры Мариенбурга и Кёнигсберга, хроника могла создаваться специально для декламации на торжественных замковых застольях (нем. ehrentisch) с участием европейской знати, или с теми же образовательно-пропагандистскими целями, что и написанная веком ранее «Старшая Ливонская хроника», которую зачитывали молодым рыцарям, полубратьям и оруженосцам.
Наличие в сочинении Виганда многочисленных хронологических и фактологических ошибок, включая неверное написание имён и географических названий, вероятно объясняется как недостаточной осведомлённостью самого хрониста, незнакомого с чуждыми его слуху литовским и древнерусским языками, так и некомпетентностью его латинского переводчика Гесселена, осуществившего свой труд, по его собственным словам, всего «за 22 дня». Тем не менее, оно считалось у потомков достаточно авторитетным: помимо вышеназванных Длугоша и Шютца, его использовал данцигский хронист XVI века Штенцель Борнбах.
Латинский перевод его, найденный в 1821 году в библиотеке бернардинцев в Торуни директором местной гимназии К. Лукасом, был впервые опубликован в 1842 году в Познани историком Иоганнесом Фогтом и графом Эдвардом Рачинским, с прибавлением польского перевода. В 1863 году оно было издано в Лейпциге во втором томе «Scriptores rerum Prussicarum» историком Теодором Хиршем, вместе с отрывками из хроник Шютца и Борнбаха, а также семью фрагментами немецкого оригинала. В 1870 году Хирш выпустил новое двухтомное издание, заново выверенное по доступным рукописям, каковых в настоящее время насчитывается всего пять, причём не менее трёх из них хранятся в Земельной библиотеке Бадена в Карлсруэ.

## Публикации
- Chronicon seu annales Wigandi Marburgensis: equitis et fratris ordinis teutonici. Primum ediderunt Joannes Voigt et Eduardus Comes Raczyński. — Posen, 1842. — xiii, 377 p. (лат.)
- Die Chronik Wigands von Marburg. Originalfragmente, lateinische uebersetzung und sonstige ueberreste. Hrsg. von Theodor Hirsch / Scriptores rerum Prussicarum. — Band 2. — Leipzig: Verlag von S. Hirzel, 1863. — Sp. 430—662. (нем.)
- Vygandas Marburgietis. Naujoji Prūsijos kronika. Vertė Rimantas Jasas; mokslinis redaktorius Kęstutis Gudmantas. — Vilnius: Vaga, 1999. — 468 p. — ISBN 5-415-00489-0. (лит.)
- Виганд из Марбурга. Новая Прусская хроника (1394) / Пер. c лат. Н. Н. Малишевского. — М.: Русская панорама, 2014. — 256 с.: ил. — (MEDIÆVALIA: средневековые литературные памятники и источники). — ISBN 978-5-93165-323-5. (рус.)